# Sittwe
20°08′40″N 92°53′49″Ø / 20.14444°N 92.89694°Ø
Sittwe er en by i Burma (Myanmar). Den har ca. 181.000 indbyggere. Byen blev grundlagt i 1826.
- Wikimedia Commons har flere filer relateret til Sittwe